# Ila
Ila – miasto w Nigerii; w stanie Osun; 197 tys. mieszkańców (2006). Ośrodek przemysłowy.